# Leichtathletik-Weltmeisterschaften 2015/Teilnehmer (Guinea-Bissau)
| Gelbes Symbol für Goldmedaillen mit stilisierten Olympischen Ringen | Graues Symbol für Silbermedaillen mit stilisierten Olympischen Ringen | Braundes Symbol für Bronzemedaillen mit stilisierten Olympischen Ringen |
| ------------------------------------------------------------------- | --------------------------------------------------------------------- | ----------------------------------------------------------------------- |
| —                                                                   | —                                                                     | —                                                                       |

Der Leichtathletikverband Guinea-Bissaus nominierte einen Athleten für die Leichtathletik-Weltmeisterschaften 2015 in der chinesischen Hauptstadt Peking.

## Ergebnisse

### Männer

#### Laufdisziplinen
| Athlet          | Disziplin | Qualifikation | Qualifikation | Vorlauf | Vorlauf | Halbfinale         | Halbfinale         | Finale             | Finale             |
| Athlet          | Disziplin | Zeit          | Platz         | Zeit    | Platz   | Zeit               | Platz              | Zeit               | Platz              |
| --------------- | --------- | ------------- | ------------- | ------- | ------- | ------------------ | ------------------ | ------------------ | ------------------ |
| Holder Da Silva | 100 m     | 10,58 s       | 5             | 10,68 s | 46      | nicht qualifiziert | nicht qualifiziert | nicht qualifiziert | nicht qualifiziert |